# Глебов, Николай Яковлевич
Никола́й Я́ковлевич Гле́бов (27 апреля (10 мая) 1909, Санкт-Петербург — 16 января 1996, Москва) — советский футболист, полузащитник, тренер. Мастер спорта СССР. Заслуженный тренер РСФСР (1970). Отличник физической культуры (1948).

## Биография
Окончил среднюю школу в Москве в 1924 году.
Начал играть в футбол в 1925 году в московской клубной команде «Нарпит», с 1928 по 1939 годы выступал в других столичных командах: МОГЭС (1928-1929), «Электрозавод» (1930-1934), «Энергия» (1935-1936), «Сталинец» (1937-1939).
Участвовал в Великой Отечественной войне. С июня 1945 года преподавал физподготовку в Калининском военном училище технических войск Красной армии.
В 1941 и с 1946 по 1951 год был председателем центрального совета ДСО «Торпедо».
С 1950-х по 1970-е года тренировал многие команды. Самым большим успехом на тренерском посту является второе место «Арарата» в чемпионате СССР 1971 года.
Главный тренер Федерации футбола СССР (1959, 1967-1970). Директор Футбольной школы молодёжи (Москва, 1973-1975). Много лет был членом тренерских советов Федераций футбола СССР и РСФСР.

### Семья
Жена — Анна Семёновна Бутинова (1913-1987). Сын и дочь.

## Достижения

### Игровые
- В 1930 году в составе сборной Москвы стал победителем турнира профсоюза металлистов[3].

### Тренерские
- Серебряный призёр высшей лиги СССР: 1971 (команда «Арарат»).